# Хари Гънтрип
Хари Гънтрип (на английски: Harry Guntrip) е английски психолог, известен с главните си приносите в теорията на обектните отношения. Член е на Британското психологическо общество и лектор в Департамента по психиатрия на Университета Лийдс, а също и методистки свещеник. Той е описан от Джон Съдърланд като „един от безсмъртните психоаналитици“.

## Научна дейност
В неговите писания, работите на Мелани Клайн, Роналд Феърбейрн и Доналд Уиникът, са синтезирани. Гънтрип има и свои идеи, в които критикува Фройд, че е прекалено ориентиран към биологията и по този начин дехуманизиран. Той смята, че регресиралото его упражнява огромен ефект върху живота и разбира шизоидното чувство на празнота като отразяващо изтеглянето на енергията от външния свят в свят на вътрешни обективни отношения.
Работи интензивно с шизоидни пациенти, които са отдалечени, затворени в себе си и не могат да формират истински човешки взаимоотношения. Той гледа на „личността“ като на основна психологическа концепция, психоанализата като учение за нейния растеж и психоаналитичната терапия, стига само да придава лични взаимоотношения, в които на отчуждената, отеглила се „същност“ да бъде даден шанс за добро здраве и развитие и накрая да се постави в досег с други личности и обекти.

## Публикувани работи
- Schizoid Phenomena, Object-Relations, and the Self (1992). Karnac Books.ISBN 1-85575-032-5
- Psychoanalytic Theory, Therapy, and the Self: A Basic Guide to the Human Personality in Freud, Erikson, Klein, Sullivan, Fairbairn, Hartmann, Jacobson, and Winnicott (1985). Karnac Books.ISBN 0-946439-15-X
- Personality Structure and Human Interaction (1995). Karnac Books.ISBN 1-85575-118-6
- Psychology for Ministers and Social Workers (1949)
- You and Your Nerves
- Mental Pain and the Cure of Souls
- Middle Age (with L. J. Tizard)